# Rathaus Dambach-la-Ville

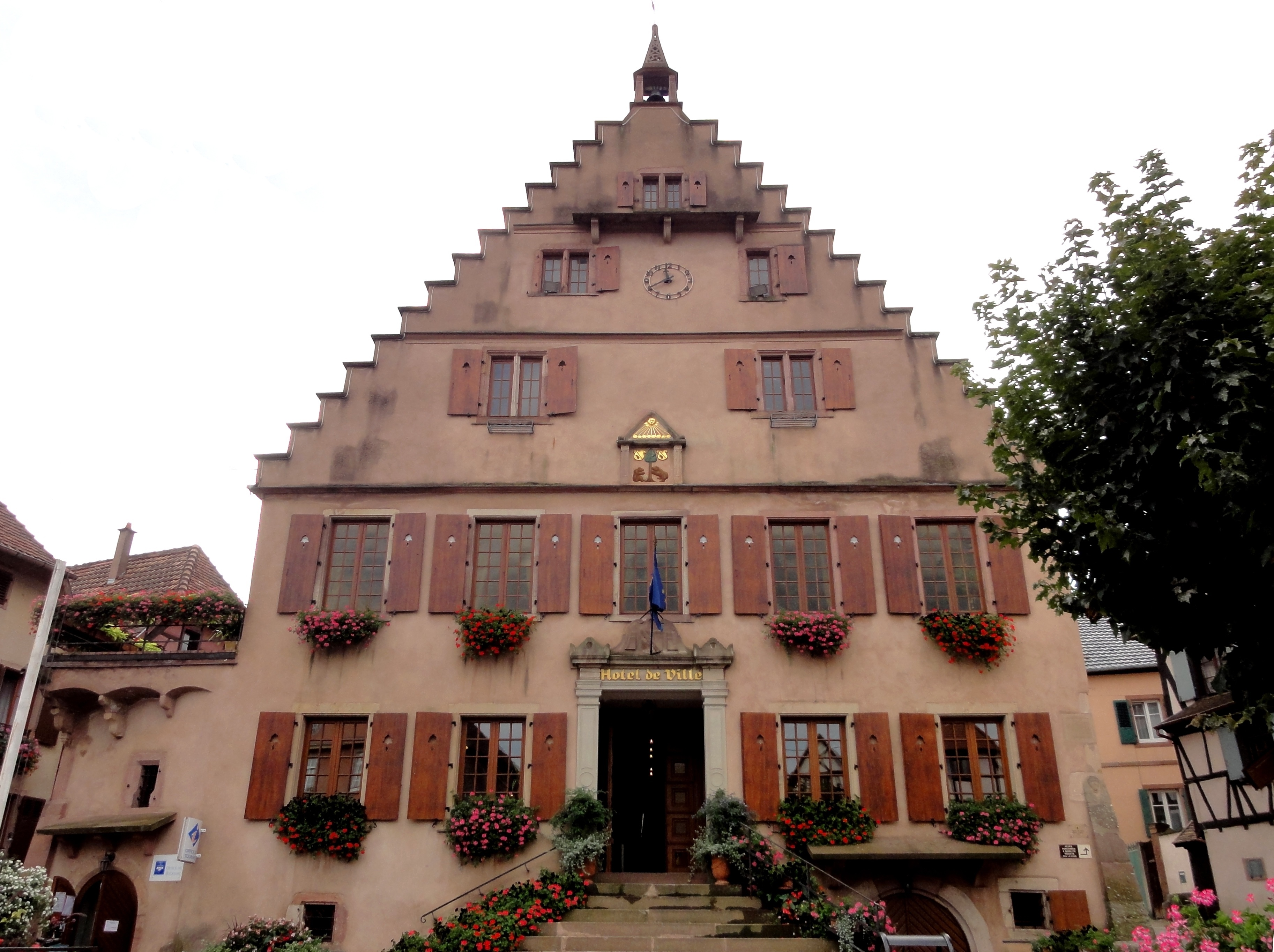
Rathaus in Dambach-la-Ville

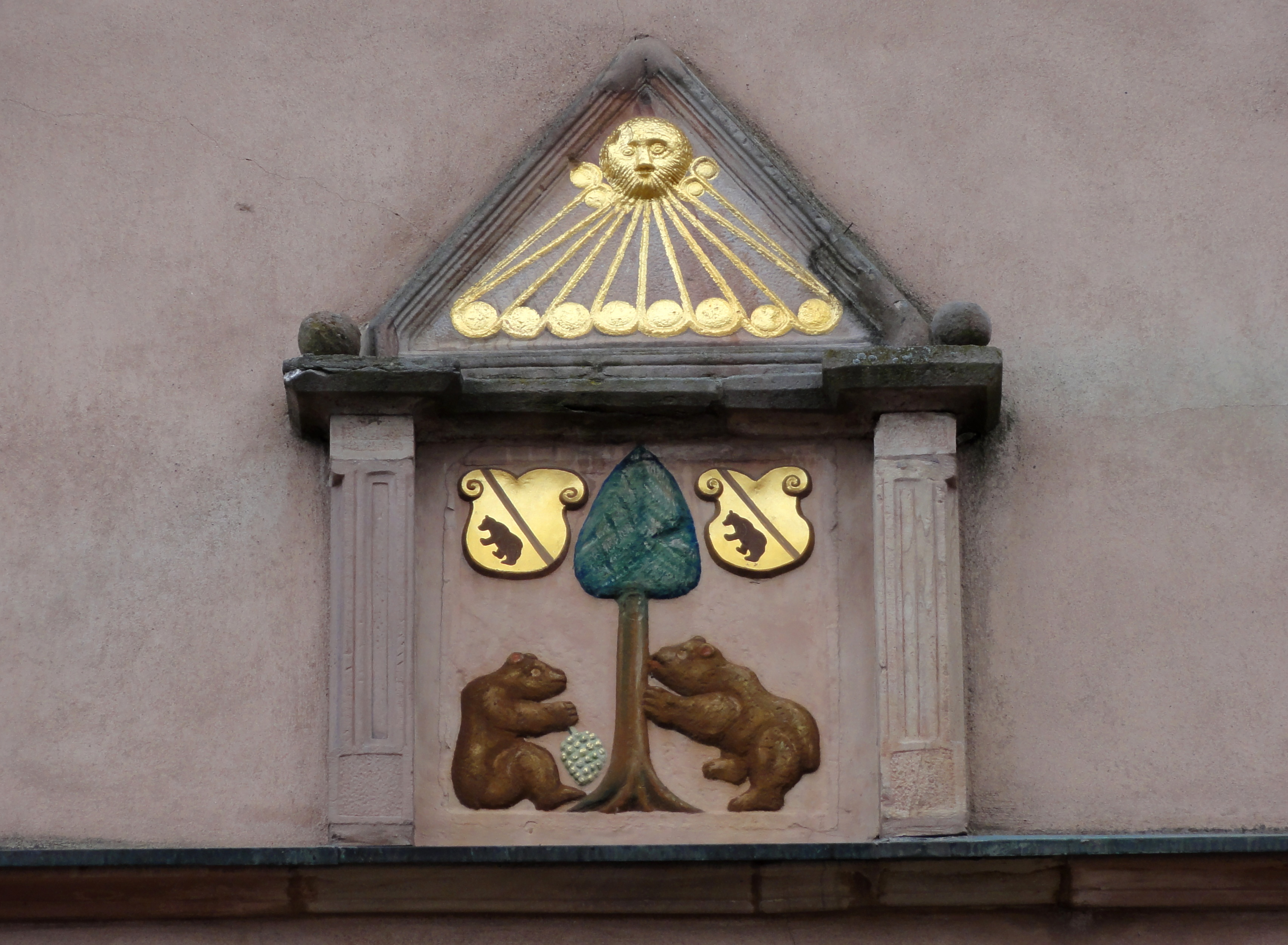
Detail mit spielenden Bären

Das Rathaus in Dambach-la-Ville, einer französischen Gemeinde im elsässischen Département Bas-Rhin in der Region Grand Est, wurde 1547 errichtet. Das Rathaus an der Place du Marché Nr. 11 ist seit 1930 als Monument historique klassifiziert.
Der giebelständige zweigeschossige Putzbau mit hohen Stufengiebeln ist noch deutlich von der Gotik inspiriert. Über eine hohe Freitreppe in der mittleren der fünf Achsen auf der Giebelseite betritt man das Gebäude. Das Portal wird von Pilastern gerahmt, die ein Gebälk mit geschwungenem Giebel tragen. Über dem Gesims des Giebels sitzt mittig ein Feld mit Dreiecksgiebel und spielenden Bären. Ein Dachreiter mit Maßwerk und Glocke thront auf der Giebelspitze.
Der Architekt Antoine Ringeisen veränderte im Jahr 1848 die Innenraumaufteilung und schuf den nördlichen Eingang.